# Banca Românească
Die Banca Românească ist ein Kreditinstitut in Rumänien. Das Unternehmen mit Sitz in Bukarest ist als Universalbank tätig.

## Geschichte
Die Bank wurde nach der politischen Wende 1992 gegründet, bis 1996 hatte sie lediglich sechs Filialen. Erst 1997 folgte mit dem Einstieg von Investoren der Ausbau zur landesweiten Bank. Seit Oktober 2003 hält die National Bank of Greece 89,07 % des Grundkapitals, die restlichen Anteile hält die Europäische Bank für Wiederaufbau und Entwicklung. Eine Übernahme der Bancpost wurde 2013 verworfen.
Die Bank unterhält 200 Standorte, darunter 115 Filialen und 5 Geschäftskunden-Center, beschäftigt werden 1576 Mitarbeiter.